# Bellingen (België)

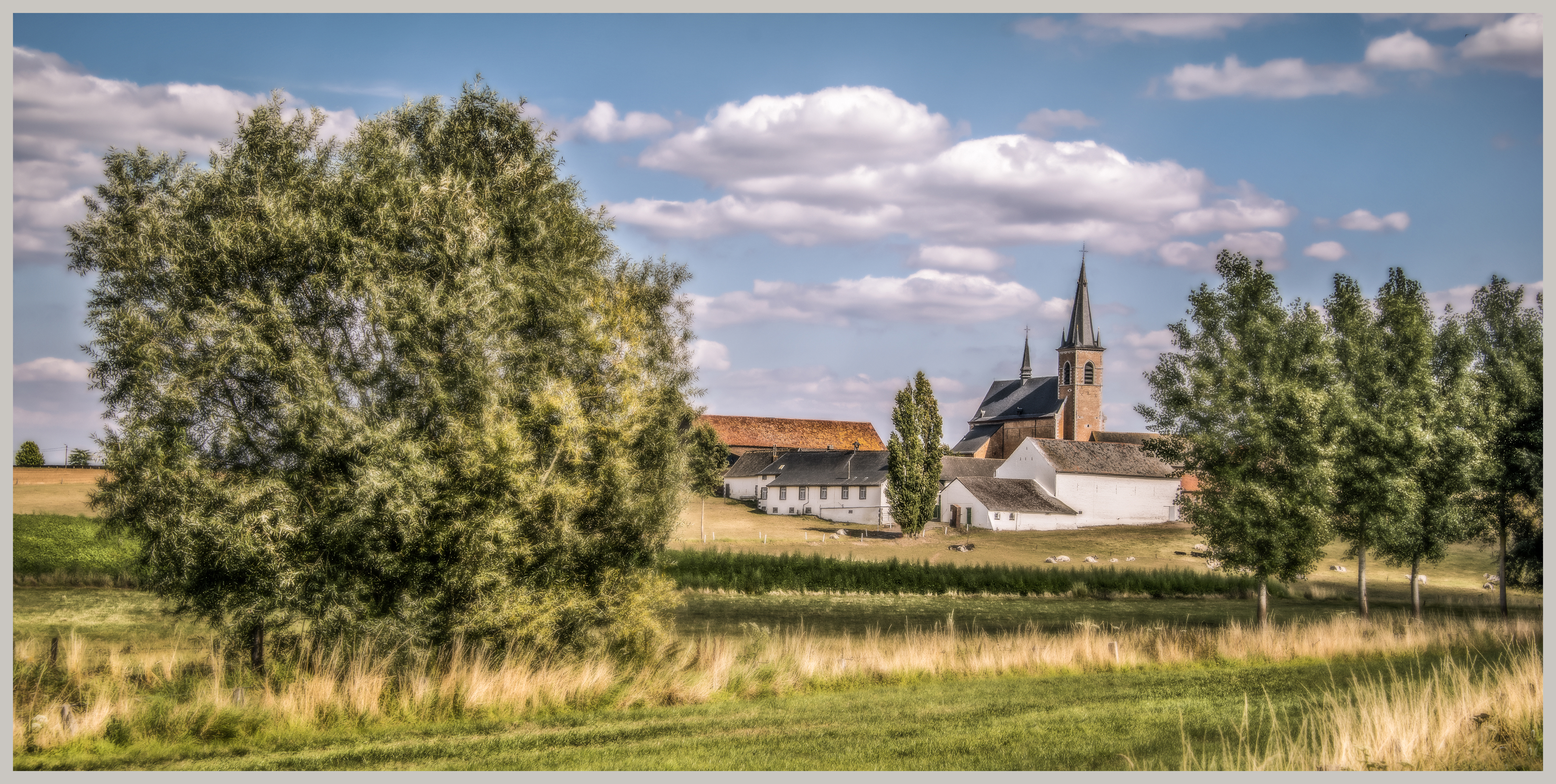
zicht op Bellingen

Bellingen is een dorp in de Belgische provincie Vlaams-Brabant, en een deelgemeente van de gemeente Pepingen,  gelegen in het Pajottenland. Bellingen was een zelfstandige gemeente tot aan de gemeentelijke herindeling van 1977.

## Geschiedenis
Tijdens het Ancien régime behoorde Bellingen, net als twee andere Pepingse deelgemeenten Pepingen (Vlaams-Brabant) en Heikruis, tot het Graafschap Henegouwen.
Het was een zelfstandige gemeente tot het bij de fusie van 1977 toegevoegd werd aan de gemeente Pepingen.
In het centrum vindt men nog enige overblijfselen van de Onze-Lieve-Vrouwepriorij. Deze priorij werd gesticht in 1182, als afhankelijkheid van de augustijnerabdij van Cantimpré (Kamerijk), en kende een snelle bloei dankzij de gunst en de bescherming van de heren van Edingen. Na de verwoesting in 1580 van de abdij van Cantimpré zelf wordt Bellingen verheven tot abdij.
De invloedrijke geestelijke en wetenschappelijke schrijver Thomas van Cantimpré (13de eeuw) wordt gelinkt aan Bellingen.

## Geografie
Bellingen is een landelijk woondorp in het Pajottenland en ligt ten zuiden van de dorpskern van Pepingen aan de taalgrens. Buiten de dorpskom is de deelgemeente nog vrij agrarisch.

## Bezienswaardigheden
- De laatgotische Onze-Lieve-Vrouwekerk die gebouwd werd tussen 1619 en 1635. De kerk ligt ten noorden van de dorpskom op de plaats van de voormalige augustijnenpriorij en ze was de priorijkerk tot aan de Franse Revolutie. Tot 1677 was ze zelfs een abdijkerk omdat de priorij tussen 1580 en 1677 verheven was tot abdij. Na de afschaffing van de priorij door de Franse bezetting werd ze de dorpskerk van Bellingen. De Onze-Lieve-Vrouwkerk werd in 1943 beschermd als monument.
- Langs de kerk ligt de voormalige Abdij Cantimpré, tegenwoordig een hoeve, waarvan de huidige gebouwen dateren uit het begin van de 19de eeuw. Op het erf liggen arduinstenen met het jaartal 1609 als opschrift. De abdijhoeve werd in 1983 beschermd als monument.
- Ook het daarnaast gelegen Hof ter Kammen werd in 1983 beschermd als monument.
- De omgeving van de kerk en de twee hoeven werd in 1983 tevens beschermd als dorpsgezicht.

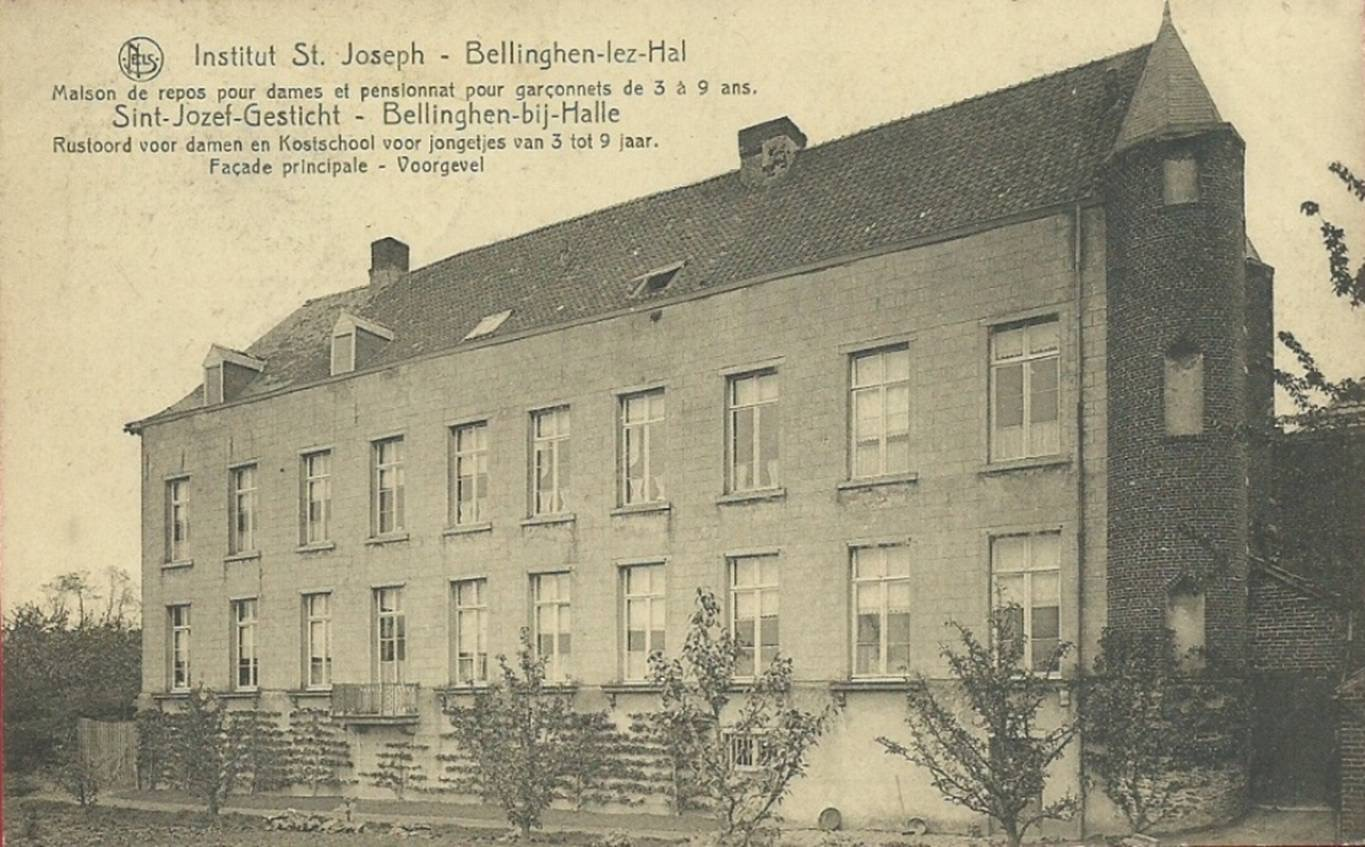
Kasteel-klooster Ter Loo in de jaren 30

- Het Kasteel-Klooster Ter Loo.Kasteel-klooster Ter Loo in de jaren 30

## Natuur en landschap
Bellingen ligt in het Pajottenland op een hoogte van 35-80 meter. 
- Het natuurgebied Moulliebos-Daeleveld werd in 1982 beschermd als landschap.

## Demografische ontwikkeling
- Bronnen:NIS, Opm:1831 tot en met 1970=volkstellingen; 1976 = inwoneraantal op 31 december

## Cultuur

### Evenementen
- De halfoogstfeesten van Bellingen worden in het laatste weekend van juli georganiseerd. In 2007 werden de feesten voor de 50ste maal gehouden.
- Jaarlijks vindt op de derde zondag na Pinksteren in Bellingen de Drogo-ommegang plaats.

## Nabijgelegen kernen
Pepingen, Bogaarden, Beert, Tubize